# Valeriana borsinii
Valeriana borsinii är en kaprifolväxtart som beskrevs av R.A. Rossow. Valeriana borsinii ingår i släktet vänderötter, och familjen kaprifolväxter. Inga underarter finns listade i Catalogue of Life.